# Clásico Arsenal-El Porvenir
El clásico entre Arsenal y El Porvenir es un cotejo futbolístico disputado entre el Arsenal Fútbol Club y Club El Porvenir, que se juega entre estos dos clubes de fútbol de la provincia de Buenos Aires, Argentina, provenientes de las ciudades aledañas de Sarandí (Arsenal) y Gerli (El Porvenir). Ambos clubes están localizados en la zona sur del Gran Buenos Aires y se encuentran directamente afiliados a la Asociación del Fútbol Argentino.

## Historia
Si bien El Porvenir antecede a Arsenal por 42 años, la asiduidad con la que se cruzaban en las categorías de ascenso y la cercanía de sus campos de juego desarrolló una rivalidad. La extensa participación de estos equipos en los torneos de Primera B y Primera B Nacional dio lugar a ese vínculo especial que se mantiene. Los últimos cruces entre estos dos equipos se dieron por las semifinales del Reducido de la Primera B Nacional 2001/02, cotejos jugados en el Estadio Ciudad de Lanús-Néstor Díaz Pérez. En aquella ocasión el equipo de Sarandí venció en ambos partidos al conjunto de Gerli por 1-0 y 2-0 respectivamente, en la campaña que a la postre Arsenal lograría el primer ascenso de su historia a la máxima categoría del fútbol argentino. A partir de entonces este clásico no se ha vuelto a reeditar de manera oficial producto de la diferencia de categoría entre ambas instituciones, encontrándose Arsenal en la Segunda División mientras que El Porvenir compite en la Primera C.

## Tabla comparativa
| Clásico Arsenal - El Porvenir                       | Arsenal                         | El Porvenir                        |
| --------------------------------------------------- | ------------------------------- | ---------------------------------- |
| Apodo                                               | El Viaducto El Arse             | El Porve Blanco y Negro            |
| Categoría Actual                                    | Primera B nacional              | Primera C                          |
| Localidad                                           | Sarandí                         | Gerli                              |
| Fundación                                           | 11 de enero de 1957             | 12 de septiembre de 1915           |
| Estadio                                             | Estadio Julio Humberto Grondona | Estadio Gildo Francisco Ghersinich |
| Capacidad del Estadio                               | 16.000                          | 14.000                             |
| Temporadas en Primera División                      | 20                              | 13                                 |
| Temporadas en Primera Nacional                      | 11                              | 8                                  |
| Temporadas en Primera B (2ª división)               | 20                              | 37                                 |
| Temporadas en Primera B Metropolitana (3ª división) | 6                               | 14                                 |
| Temporadas en Primera C (3ª división)               | 4                               | 13                                 |
| Temporadas en Primera C (4ª división)               | 0                               | 12                                 |
| Temporadas en Primera D (4ª división)               | 2                               | 0                                  |
| Temporadas en Primera D (5ª división)               | 0                               | 4                                  |
| Temporadas Desafiliado                              | 0                               | 1                                  |
| Mejor Puesto en Primera División                    | 1º (2012 CL)                    | 3° (1925)                          |

## Partidos oficiales
| #  | Fecha      | Torneo                                           | Estadio       | Local       | Resultado | Visitante   | Goles (L)                                                               | Goles (V)                                                   |
| -- | ---------- | ------------------------------------------------ | ------------- | ----------- | --------- | ----------- | ----------------------------------------------------------------------- | ----------------------------------------------------------- |
| 1  | 23-03-1963 | Primera C 1963                                   | Boca Juniors  | Arsenal     | 5-3       | El Porvenir | Rubén Gil, Héctor Grondona, Julio Santoro (2) (p), Silvio Ghella        | Pericullo (p), Auditore (2)                                 |
| 2  | 10-08-1963 | Primera C 1963                                   | El Porvenir   | El Porvenir | 0-5       | Arsenal     | -                                                                       | Norberto Consistre, Héctor Grondona (3), Eduardo Larrachado |
| 3  | 05-06-1965 | Primera B 1965                                   | El Porvenir   | El Porvenir | 1-1       | Arsenal     | Carlos A. Meyer                                                         | Salvador Somma                                              |
| 4  | 30-10-1965 | Primera B 1965                                   | Arsenal       | Arsenal     | 3-0       | El Porvenir | Héctor Grondona y Luis Fraile (2)                                       | -                                                           |
| 5  | 21-05-1966 | Primera B 1966                                   | El Porvenir   | El Porvenir | 1-0       | Arsenal     | Rubén Bequi                                                             | -                                                           |
| 6  | 15-10-1966 | Primera B 1966                                   | Arsenal       | Arsenal     | 0-0       | El Porvenir | -                                                                       | -                                                           |
| 7  | 12-07-1969 | Primera B 1969                                   | Talleres (RE) | El Porvenir | 2-0       | Arsenal     | Rubén Fernández y Fernando Vecchio                                      | -                                                           |
| 8  | 24-04-1976 | Primera B 1976                                   | Lanús         | El Porvenir | 1-1       | Arsenal     | Miguel A. Vidal                                                         | Juan C. Santiago                                            |
| 9  | 25-09-1976 | Primera B 1976                                   | Arsenal       | Arsenal     | 2-2       | El Porvenir | Oscar Rodríguez y Oscar Ros                                             | Juan C. Zerillo y Jorge A. Viola (p)                        |
| 10 | 25-06-1977 | Primera B 1977                                   | El Porvenir   | El Porvenir | 2-3       | Arsenal     | Alfredo Gómez y Néstor Guerrero (p)                                     | Roberto J. López, Miguel A. Molnar y Sergio Novoa           |
| 11 | 05-11-1977 | Primera B 1977                                   | Arsenal       | Arsenal     | 1-1       | El Porvenir | Miguel A. Molnar                                                        | Jorge E. Salgado                                            |
| 12 | 11-03-1978 | Primera B 1978                                   | El Porvenir   | El Porvenir | 2-2       | Arsenal     | Alfredo Gómez y Salvador Pasini                                         | Hugo Berasategui y René Castillo (p)                        |
| 13 | 13-08-1978 | Primera B 1978                                   | Arsenal       | Arsenal     | 4-2       | El Porvenir | Carlos R. Gutiérrez (2), Arturo Vilar y Raúl E. Benítez                 | Enrique Massei (2)                                          |
| 14 | 03-03-1979 | Primera B 1979                                   | El Porvenir   | El Porvenir | 2-3       | Arsenal     | José H. Verón y Vicente L. Brunetti                                     | Enrique Ramírez, Daniel Insausti e/c y Miguel A. Sisca      |
| 15 | 30-06-1979 | Primera B 1979                                   | Arsenal       | Arsenal     | 1-2       | El Porvenir | Rodolfo Abate                                                           | Julio C. Farías y Daniel Arrivillaga                        |
| 16 | 05-07-1980 | Primera B 1980                                   | Arsenal       | Arsenal     | 0-0       | El Porvenir | -                                                                       | -                                                           |
| 17 | 15-11-1980 | Primera B 1980                                   | El Porvenir   | El Porvenir | 5-3       | Arsenal     | Alfredo Gómez, Carlos A. San Martín (2), Walter De Baere y Daniel Lalli | Osvaldo Ingrao e/c, Hugo Lacava Schell y Daniel Acevedo (p) |
| 18 | 09-05-1981 | Primera B 1981                                   | Arsenal       | Arsenal     | 1-1       | El Porvenir | Jorge Burruchaga                                                        | Héctor Fernández                                            |
| 19 | 03-10-1981 | Primera B 1981                                   | El Porvenir   | El Porvenir | 4-1       | Arsenal     | José Espósito (2), Ricardo Pérez y Carmelo D. Villalba                  | Miguel A. Molnar                                            |
| 20 | 20-02-1982 | Primera B 1982                                   | Arsenal       | Arsenal     | 2-2       | El Porvenir | Miguel A. Corvo y Ángel Flores                                          | Julio A. Palacios y Pedro Coronel                           |
| 21 | 17-07-1982 | Primera B 1982                                   | El Porvenir   | El Porvenir | 0-0       | Arsenal     | -                                                                       | -                                                           |
| 22 | 28-05-1983 | Primera B 1983                                   | El Porvenir   | El Porvenir | 1-1       | Arsenal     | Aldo R. González                                                        | Héctor Torres                                               |
| 23 | 15-10-1983 | Primera B 1983                                   | Arsenal       | Arsenal     | 1-1       | El Porvenir | Juan C. Fernández                                                       | Nicolás Valdivia                                            |
| 24 | 07-04-1984 | Primera B 1984                                   | El Porvenir   | El Porvenir | 2-2       | Arsenal     | Edgardo Benedetti y Oscar Medina                                        | Antonio Zinna y Marcelo Rosende                             |
| 25 | 02-09-1984 | Primera B 1984                                   | Arsenal       | Arsenal     | 1-3       | El Porvenir | Adrián Márquez                                                          | Eduardo Torletti, Carlos Landaburo y Alberto Pascutti       |
| 26 | 02-08-1986 | Primera B Metropolitana 1986-87                  | El Porvenir   | El Porvenir | 2-1       | Arsenal     | José Espósito y Carlos A. Ledesma                                       | Ángel Flores                                                |
| 27 | 29-11-1986 | Primera BMetropolitana 1986-87                   | Arsenal       | Arsenal     | 1-0       | El Porvenir | Eduardo Loza                                                            | -                                                           |
| 28 | 17-08-1987 | Primera B Metropolitana 1987-88                  | El Porvenir   | El Porvenir | 2-2       | Arsenal     | Jorge A. Giménez e/c y Carlos Heredia                                   | Ángel Flores y Luis O. Ibarra                               |
| 29 | 28-11-1987 | Primera B Metropolitana 1987-88                  | Arsenal       | Arsenal     | 3-0       | El Porvenir | Jorge R. Muñoz, Ángel Flores y Luis A. Guzmán                           | -                                                           |
| 30 | 13-04-1988 | Primera B Metropolitana 1987-88 Torneo Octogonal | El Porvenir   | El Porvenir | 2-1       | Arsenal     | Alberto L. Pascutti y José A. Vachet                                    | Eduardo Urtasún                                             |
| 31 | 16-04-1988 | Primera B Metropolitana 1987-88 Torneo Octogonal | Arsenal       | Arsenal     | 0-1       | El Porvenir | -                                                                       | José A. Vachet                                              |
| 32 | 17-09-1988 | Primera B Metropolitana 1988-89                  | El Porvenir   | El Porvenir | 1-1       | Arsenal     | Walter T. Kuzemka                                                       | Juan C. F. Ortega                                           |
| 33 | 21-12-1988 | Primera B Metropolitana 1988-89                  | Arsenal       | Arsenal     | 2-0       | El Porvenir | Eduardo Urtasún y Oscar J. Lebioso                                      | -                                                           |
| 34 | 25-03-1989 | Primera B Metropolitana 1988-89 Torneo Decagonal | El Porvenir   | El Porvenir | 1-2       | Arsenal     | Jorge L. Clara                                                          | Eduardo Urtasún y Oscar J. Lebioso (p)                      |
| 35 | 21-10-1989 | Primera B Metropolitana 1989-90                  | El Porvenir   | El Porvenir | 1-0       | Arsenal     | Juan C. Ibáñez                                                          | -                                                           |
| 36 | 10-03-1990 | Primera B Metropolitana 1989-90                  | Arsenal       | Arsenal     | 0-2       | El Porvenir | -                                                                       | Fabián H. Orellana y Omar A. Gauna                          |
| 37 | 18-08-1990 | Primera B Metropolitana 1990-91                  | Arsenal       | Arsenal     | 3-0       | El Porvenir | Carlos E. Landaburo, Hernán Da Gracca y Gustavo H. Grondona             | -                                                           |
| 38 | 01-12-1990 | Primera B Metropolitana 1990-91                  | El Porvenir   | El Porvenir | 0-0       | Arsenal     | -                                                                       | -                                                           |
| 39 | 28-09-1991 | Primera B Metropolitana 1991-92                  | El Porvenir   | El Porvenir | 0-2       | Arsenal     | -                                                                       | Miguel A. Riveros y Jorge S. Di Gregorio                    |
| 40 | 29-02-1992 | Primera B Metropolitana 1991-92                  | Arsenal       | Arsenal     | 0-0       | El Porvenir | -                                                                       | -                                                           |
| 41 | 31-10-1998 | Primera B Nacional 1998-99                       | Arsenal       | Arsenal     | 1-0       | El Porvenir | Silvio A. González                                                      | -                                                           |
| 42 | 24-04-1999 | Primera B Nacional 1998-99                       | Lanús         | El Porvenir | 1-1       | Arsenal     | Miguel J. Coronel                                                       | Pablo A. Mannara                                            |
| 43 | 25-09-1999 | Primera B Nacional 1999-00                       | Racing Club   | Arsenal     | 0-0       | El Porvenir | -                                                                       | -                                                           |
| 44 | 11-03-2000 | Primera B Nacional 1999-00                       | Racing Club   | El Porvenir | 3-2       | Arsenal     | Marcelo R. Blanco, Fernando Cinto y Domingo O. Cardozo                  | Mariano G. Ciglic y Facundo G. Gareca                       |
| 45 | 04-11-2000 | Primera B Nacional 2000-01                       | Lanús         | El Porvenir | 0-1       | Arsenal     | -                                                                       | Oscar Espínola                                              |
| 46 | 31-03-2001 | Primera B Nacional 2000-01                       | Lanús         | Arsenal     | 0-0       | El Porvenir | -                                                                       | -                                                           |
| 47 | 09-11-2001 | Primera B Nacional 2001-02                       | Lanús         | El Porvenir | 1-1       | Arsenal     | Fernando Rodríguez                                                      | Patricio González                                           |
| 48 | 04-05-2002 | Primera B Nacional 2001-02 Torneo Reducido       | Lanús         | El Porvenir | 0-1       | Arsenal     | -                                                                       | Oscar Espínola                                              |
| 49 | 07-05-2002 | Primera B Nacional 2001-02 Torneo Reducido       | Lanús         | Arsenal     | 2-0       | El Porvenir | Javier Morales y Facundo Gareca                                         | -                                                           |

### Enfrentamientos por torneo
| Torneos          | Partidos jugados | Ganados por Arsenal | Empatados | Ganados por El Porvenir |
| ---------------- | ---------------- | ------------------- | --------- | ----------------------- |
| Primera Nacional | 9                | 4                   | 4         | 1                       |
| Primera B        | 38               | 10                  | 17        | 11                      |
| Primera C        | 2                | 2                   | 0         | 0                       |
| Total            | 49               | 16                  | 21        | 12                      |

## Máximos Goleadores
| Jugador                | Club        | Goles |
| ---------------------- | ----------- | ----- |
| Héctor Emilio Grondona | Arsenal     | 5     |
| Ángel Flores           | Arsenal     | 4     |
| Alfredo Gómez          | El Porvenir | 3     |
| Miguel Ángel Molnar    | Arsenal     | 3     |
| José Espósito          | El Porvenir | 3     |
| Eduardo Urtasún        | Arsenal     | 3     |

## En ambos clubes

### Entrenadores que dirigieron en ambas instituciones
Esta es la lista de los técnicos que llegaron a dirigir a los dos equipos:
- Roberto Iturrieta
- Francisco Calabrese
- Luis Soler
- Jorge Masalis
- Pedro Alexis González
- Ricardo Caruso Lombardi
- Leonardo Madelón